# 2 del Llangardaix
2 del Llangardaix (2 Lacertae) és una estrella de la constel·lació del Llangardaix, de magnitud aparent +4,55. Es troba a 554 anys llum del sistema solar.
2 del Llangardaix és una estrella binària la component principal té tipus espectral B6V i una temperatura superficial de 15.100 K. A partir del seu espectre s'ha estimat que l'acompanyant és un estel blanc-blavós de tipus B8V amb una temperatura aproximada de 12.000 K. L'estrella B6V és 863 vegades més lluminosa que el Sol i té un radi 4,3 vegades més gran que el radi solar, sent 5 vegades més massiva que el Sol. Gira sobre si mateixa amb una velocitat de rotació projectada de 44 km/s, el que comporta un període de rotació igual o inferior a 4,9 dies. La seva companya és 203 vegades més lluminosa que el nostre Sol, té un radi 3,3 vegades més gran que el solar i una massa de 3,5 masses solars. El sistema té una edat estimada de 70 milions d'anys.
2 del Llangardaix és una binària propera amb una separació entre les dues components de només 0,076 ua -unes 4 vegades el radi de l'estrella principal- i un període orbital de 2,6164 dies. És, a més, un estel variable la lluentor del qual varia 0,03 magnituds. No és una binària eclipsant sinó una variable el·lipsoidal rotatòria, és a dir, la proximitat entre les estrelles fa que aquestes tinguin forma elipsoidal, de manera que l'àrea visible canvia conforme les estrelles es mouen en la seva òrbita. Spica (α Virginis) és l'exemple més notable d'aquesta classe de variables.